# PCDH19
 PCDH19 es un gen localizado en el cromosoma X, el cual codifica para una proteína implicada en la comunicación celular, y que se expresa en el sistema nervioso.

## El Gen PCDH19
La mutación del Gen protocadherin 19 (PCDH 19), localizado en el cromosoma X, causa una enfermedad que afecta a niñas EFMR, Epilepsy Female with/without Mental Retardation. En España y Latinoamérica dado lo difícil que resultaba de recordar el gen para los médicos y pacientes una asociación decidió llamarla Epilepsia Rosa PCDH19 y desde entonces es así conocida en muchos ámbitos. El gen PCDH19 codifica la proteína protocadherina 19 que forma parte de la familia de las moléculas que ayudan a la comunicación de las células del sistema nervioso central. Cuando ocurre una mutación la protocadherina 19 funciona incorrectamente reduciendo su funcionamiento o dejar de funcionar. El incorrecto funcionamiento de la proteína protocadherina19 es causa de crisis epilépticas en las primeras etapas de la infancia, las crisis son mayormente focales y provocan crisis en series (muchas convulsiones que se agrupan en unos días). Es un tipo de epilepsia que suele iniciarse en la edad temprana. El inicio puede ocurrir de forma espontánea o asociada a fiebre.
Aún no se conoce con seguridad el motivo por el que el mal funcionamiento de esta proteína provoca crisis epilépticas y existen solo hipótesis no contrastadas. Grupos de afectados de España, Italia, EE.UU y Australia están patrocinando investigaciones de científicos Australianos para investigación básica, con la esperanza de encontrar el mecanismo biomolecular. Parece ser que el problema es la interferencia celular.

## La epilepsia por mutación genética del Gen PCDH19
Su característica más común es el tipo de crisis, suelen darse en muchas crisis agrupadas que son resistentes al tratamiento inicialmente. Suele ir acompañado de problemas de comportamiento. Algunos estudios recientes muestran que determinados fármacos funcionan mejor, y que las crisis epilépticas pueden controlarse con mayor facilidad a partir de los 10 años. Sin embargo, se ha visto que no es recomendable suspender el tratamiento antiepiléptico, aún después de estar varios años sin crisis, porque estas pueden reaparecer.

## Caso clínico típico
Niña que entra en hospital con crisis epilépticas, una crisis epiléptica corta de entre 2, 3 o 5 minutos y a los 30 minutos o a las dos horas encadena otra crisis. Las crisis pueden ocurrir en cualquier momento, pero se da más frecuencia al inicio del sueño. Las convulsiones sigue unas fases, movimiento brusco o grito, fase tónica, fase clónica, tónico clónica y fase final en la que hallo bien desconcierto, llanto o aturdimiento. En las crisis no siempre ocurren todas las fases. La niña no presentaba discapacidad intelectual, pero después de las crisis se calcula que el 50% de tienen problemas de discapacidad intelectual y con síntomas psiquiátricos que incluyen problemas de comportamiento y/o autismo. Si bien aún no se ha establecido bien el porcentaje de personas que desarrollan problemas cognitivos y/o psiquiátricos, si se sabe que existen una gran variabilidad, desde personas que tienen crisis y no están nada afectadas a personas muy afectadas.

## Función de la proteína
Es una proteína de la familia de las cadherinas proteínas de adhesión celular que regula los canales de calcio. El PCDH19 interactúa de forma selectiva y no covalente con los iones de calcio (Ca2 +). Su mutación son la causa de algunas formas de autismo. En particular las largas deleciones que acompañan a la pérdida de PCDH 10 ha sido relacionadas directamente con trastornos del espectro autista "autism spectrum disorders" (ASD). Mientras que la mayoría de los ASD se dan en varones, ciertas formas de autismo se han encontrado en niñas en el Gen PCDH19, sin embargo no está claro si los problemas asociados al gen PCDH19 (retraso mental, problemas de comportamiento, autismo, problemas psiquiátricos) lo provoca el gen o si son consecuencia de las convulsiones.

## Sinónimos y cromosoma
Sinónimos: KIAA1313, EIEE9
Cromosoma:Xq22.1
Símbolos relacionados: EFMR.

## Expresividad
La expresividad varía dependiendo del individuo y aún no hay un motivo claro, en niñas la mutación del PCDH19 provoca Epilepsia en la infancia temprana y puede ir ligado a retraso mental, el espectro de trastornos es muy amplio sin embargo los varones portadores raramente se ven afectados, aunque no se conoce concretamente la causa se cree que puede estar relacionado con el silenciamiento del cromosoma X que ocurre en mujeres heterocigotas para esta mutación. Provoca un trastorno autosómico dominante ligado al cromosoma X.
La mutación provoca un déficit o una ausencia de la proteína que provoca distintos problemas en niñas: convulsiones febriles en la infancia temprana, en ocasiones pueden estar acompañadas por retraso mental de distinto grado y problemas del comportamiento (autismo, TDAH, problemas psicológicos o psiquiátricos, etc.). El síndrome provocado por la mutación PCDH19 se llama EFMR y tiene en los casos graves un fenotipo similar a la clínica del Síndrome de Dravet.
La mutación de este gen y las consecuencias de su mutación han sido descubiertas en el 2007 y aún no se tienen respuestas de porqué los varones cuando portan el gen no lo manifiestan o porqué unas personas desarrollan un fenotipo más grave que otras. Algunos investigadores tienen la teoría de que se produce una "interferencia Celular", pero esta aún no ha podido ser probada.